# Castell de Xert
El Castell de Xert, a la comarca del Baix Maestrat, és un castell, però actualment no en queda , ja que damunt es va edificar l'Església vella de Xert, al nucli antic del municipi de Xert. Malgrat la seva situació, es troba catalogat, per declaració genèrica, com Bé d'Interès Cultural, no presentant anotació ministerial, encara que sí codi identificador: 12.03.052-019; tal com figura en la Direcció General del Patrimoni Artístic de la Generalitat Valenciana.

## Història
Xert és un terme municipal d'una antiga història, ja que en el seu territori, es conserven restes d'un important poblat de l'edat del bronze, l'anomenada  Mola Murada, que presenta un recinte fortificat amb restes d'habitacles al seu interior. Per la seva banda, el poble té origen  musulmà, i va haver de ser reconquistat, per les tropes cristianes de Jaume I el Conqueridor a 1233. Es trobava en aquell moment sota la jurisdicció del castell de Cervera. Se li va concedir carta de poblament en 1235, i com va passar amb altres poblacions de la zona, va passar primer a ser propietat de l'Orde del Temple, per passar, posteriorment, a 1319, a l'Orde de Montesa fins al final dels senyorius, al segle xix.
És per tot això pel que els autors dedueixen que l'antic castell va haver de ser d'origen àrab, malgrat el que no hi ha documentació que en provi la data de construcció. Només es pot assegurar que l'antiga església, coneguda com a Església vella de Xert va ser edificada sobre el mateix, pel que ha de ser, a tot estirar, una construcció de principi del segle xiii.